# Jubb al-Uthman
Jubb al-Uthman (tiếng Ả Rập: جب العثمان) là một ngôi làng Syria nằm ở Al-Hamraa Nahiyah ở huyện Hama, Hama. Theo Cục Thống kê Trung ương Syria (CBS), Jeb Elothman có dân số năm 2033 trong cuộc điều tra dân số năm 2004.. Trong Nội chiến Syria, Jubb al-Uthman đã bị ISIS bắt giữ, sau đó bị SAA bắt giữ vào ngày 6 tháng 2 năm 2018.